# 샨티 페레이라
베로니카 샨티 페레이라(영어: Veronica Shanti Pereira, 1996년 9월 20일~)는 싱가포르의 육상 선수로 주 종목은 단거리 달리기이다.

## 경력
페레이라는 1996년 싱가포르에서 인도계 싱가포르인 부부인 클래런스 페레이라(영어: Clarence Pereira)와 브리짓 짓 페레이아(영어: Bridget Jeet Pereira) 사이에서 태어났다. 부모 모두 육상 선수 출신으로 초등학생 때 언니인 밸러리(영어: Valerie)와 쇼비(영어: Shobi)를 따라 육상을 시작했다.
2023년 아시아 선수권 대회 여자 100m와 200m에서 2관왕을 하며, 싱가포르 선수로는 최초로 아시아 육상 선수권 대회 금메달을 획득하였다.